# Harvey (Dakota del Nord)
Harvey è un centro abitato (city) degli Stati Uniti d'America, situato nella Contea di Wells, nello Stato del Dakota del Nord. Nel censimento del 2000 la popolazione era di 1.989 abitanti. La città è stata fondata nel 1893.

## Geografia fisica
Secondo i rilevamenti dell'United States Census Bureau, la località di Harvey si estende su una superficie di 5,00 km², tutti occupati da terre.

## Popolazione
Secondo il censimento del 2000, a Harvey vivevano 1.989 persone, ed erano presenti 529 gruppi familiari. La densità di popolazione era di 398 ab./km². Nel territorio comunale si trovavano 1.026 unità edificate. Per quanto riguarda la composizione etnica degli abitanti, il 99,20% era bianco, lo 0,50% era nativo, lo 0,15% proveniva dall'Asia, lo 0,05% apparteneva ad altre razze e lo 0,10% a due o più. La popolazione di ogni razza ispanica corrispondeva allo 0,50% degli abitanti.
Per quanto riguarda la suddivisione della popolazione in fasce d'età, il 19,3% era al di sotto dei 18, il 4,9% fra i 18 e i 24, il 21,0% fra i 25 e i 44, il 23,1% fra i 45 e i 64, mentre infine il 31,7% era al di sopra dei 65 anni di età. L'età media della popolazione era di 49 anni. Per ogni 100 donne residenti vivevano 84,5 maschi.